# Muhammad V di Kelantan
Il brigadier generale Paduka Sri Sultan Muhammad V ibni Sultan Ismail Petra (Kota Bharu, 6 ottobre 1969) è il sultano di Kelantan in Malaysia dal 2010 ed è stato Yang di-Pertuan Agong della Malaysia dal 2016 al 2019.

## Primi anni di vita e formazione
Muhammad V è nato a Kota Bharu il 6 ottobre 1969 il suo nome completo è Tengku Muhammad Faris Petra ibni Sultan Ismail Petra. È stato istruito presso il Tadika Fatima Convent e la Sultan Ismail School di Kota Bharu, la Alice Smith School di Kuala Lumpur, la Oakham School di Rutland, il St Cross College dell'Università di Oxford, l'Oxford Centre for Islamic Studies, la Huron University College di London, la InWEnt di Berlino e la European Business School di Londra.
È stato nominato erede apparente con il titolo di Tengku Mahkota il 30 marzo 1979 ed è stato investito ufficialmente il 6 ottobre 1985 presso l'Istana Balai Besar di Kota Bharu. Lo stesso anno è entrato nel consiglio reale del sultanato.

## Crisi di successione
Nel maggio 2009, suo padre, il sultano Ismail Petra, è stato colpito da un grave ictus. Il monarca è stato ricoverato al Mount Elizabeth Hospital di Singapore e l'allora principe ereditario è stato nominato reggente il 25 maggio, in assenza del sultano. Il 16 settembre 2010 ha espulso il suo fratello minore, il Tengku Temenggong di Kelantan, Tengku Muhammad Fakhry Petra, dal Consiglio di successione, che ha il potere di determinare la successione al trono nel caso il sovrano divenisse incapace in modo permanente.
Fakhry ha contestato la sua rimozione presso la Corte Superiore nel mese di dicembre, e ha scritto una lettera al Segretario di Stato presumibilmente per chiedere l'annullamento della decisione del fratello. Nel gennaio 2010, la Corte Superiore ha respinto la domanda di Fakhry.
In seguito, il segretario privato del sultano Ismail Petra ha nominato il presidente del Consiglio di successione Tengku Abdul Aziz Tengku Mohd Hamzah reggente. La nomina è stata contestata da Faris Petra in tribunale.

## Sultano
Il 13 settembre 2010, Muhammad Faris Petra è stato proclamato 29º sultano di Kelantan, in conformità con la Costituzione dello Stato. Ha preso il nome di Muhammad V. Tuttavia, suo padre, l'ex sultano Ismail Petra, ha chiesto alla Corte federale di dichiarare incostituzionale la sua nomina. Ismail Petra è ancora in cura dopo l'ictus.
Muhammad V ha partecipato alla 222ª Conferenza dei governanti, per la prima volta e come membro a pieno titolo, nell'ottobre del 2010. Questo ha segnato il riconoscimento della sua ascesa al trono da parte degli altri sovrani.
È stato eletto Vice Yang di-Pertuan Agong nel mese di ottobre 2011, e ha iniziato il suo mandato il 13 dicembre successivo.
Il monarca è colonnello in capo del Royal Artillery Regiment, dell'Esercito malese e partecipa a tutte le attività e alle occasioni cerimoniali.

## Vice Yang di-Pertuan Agong
Muhammad V è stato eletto vice Yang Di-Pertuan Agong nell'ottobre del 2011. Ha servito in questo incarico dal 13 dicembre 2011 al 12 dicembre 2016.

## Yang di-Pertuan Agong
Il 14 ottobre 2016 la Conferenza dei governanti lo ha eletto Yang di-Pertuan Agong, capo di Stato della Malesia. Il suo regno è iniziato il 13 dicembre successivo, al termine del mandato di Abdul Halim di Kedah. Con 47 anni al momento dell'ascesa, era il quarto più giovane Yang di-Pertuan Agong a salire al trono dopo Putra di Perlis, Mizan Zainal Abidin di Terengganu e Abdul Halim di Kedah.
Egli fu il primo Yang di-Pertuan Agong nella storia a regnare senza una regina consorte (la sua seconda moglie, Nur Diana, venne elevata al titolo di "Sultana" - Regina consorte - solo nel 2022).
Suo fratello minore, Muhammad Faiz Petra, il Tengku Mahkota, fu reggente di Kelantan durante il mandato del fratello.
Come Yang di-Pertuan Agong, Muhammad aveva il grado di comandante in capo delle Forze armate malesi.
Il 6 gennaio 2019, con un gesto senza precedenti nella storia degli Yang di-Pertuan Agong della Malaysia, ha abdicato.

## Vita personale
Il 15 novembre 2004 il futuro monarca ha sposato Tengku Zubaidah binti Tengku Nuruddin (nata come Kangsadal Pipitpakdee; cugina di primo grado di sua madre), membro della ex famiglia reale di Pattani e figlia di un ex membro del parlamento thailandese per la provincia di Pattani. Kangsadal si è laureata presso l'Università Mahidol prima di lavorare in una compagnia di assicurazioni a Bangkok. Al matrimonio hanno partecipato la regina di Thailandia Sirikit, il Primo ministro della Malesia Najib Razak e il ministro degli Esteri thailandese Surakiart Sathirathai. Kangsadal prese il nome Tengku Zubaidah Tengku Norudin dopo il matrimonio, che si è concluso con un divorzio nel 2007. I due non hanno avuto figli.
Il 6 gennaio 2019 il sovrano ha improvvisamente abdicato (primo caso nella storia del suo paese) rinunciando al trono per vivere con una top model russa, Oksana Voevodina, di 25 anni - vincitrice nel 2015 del concorso Miss Mosca - che aveva già segretamente sposato in Kelantan il 7 giugno 2018 (divorzio il 1º luglio 2019). Con un figlio, Tengku Ismail Leon Petra (nato il 21 maggio 2019).

## Albero genealogico
|                                                       |                                               |                                                      | Genitori                                      |  |  | Nonni |  |  | Bisnonni                       |  |  | Trisnonni                         |  |
|                                                       |                                               |                                                      |                                               |  |  |       |  |  | Sultano Ibrahim IV di Kelantan |  |  | Sultano Muhammad IV di Kelantan * |  |
|                                                       |                                               |                                                      |                                               |  |  |       |  |  | Sultano Ibrahim IV di Kelantan |  |  | Sultano Muhammad IV di Kelantan * |  |
|                                                       |                                               | Nik Wan Zainab binti Nik Wan Muhammad Amin *         |                                               |  |  |       |  |  | Sultano Ibrahim IV di Kelantan |  |  |                                   |  |
| Sultano Yahya Petra di Kelantan                       |                                               |                                                      |                                               |  |  |       |  |  | Sultano Ibrahim IV di Kelantan |  |  |                                   |  |
|                                                       |                                               | Cik Embong binti Encik Daud                          | Encik Daud                                    |  |  |       |  |  |                                |  |  |                                   |  |
|                                                       |                                               | Cik Embong binti Encik Daud                          | Encik Daud                                    |  |  |       |  |  |                                |  |  |                                   |  |
|                                                       |                                               | Cik Embong binti Encik Daud                          | …                                             |  |  |       |  |  |                                |  |  |                                   |  |
| Sultano Ismail Petra di Kelantan                      |                                               | Cik Embong binti Encik Daud                          |                                               |  |  |       |  |  |                                |  |  |                                   |  |
|                                                       |                                               | Tengku Muhammad Petra bin Tengku Idris               | Tengku Idris bin Tengku Ahmad                 |  |  |       |  |  |                                |  |  |                                   |  |
|                                                       |                                               | Tengku Muhammad Petra bin Tengku Idris               | Tengku Idris bin Tengku Ahmad                 |  |  |       |  |  |                                |  |  |                                   |  |
|                                                       |                                               | Tengku Muhammad Petra bin Tengku Idris               | Tengku Bongsu binti Tengku Long Senik         |  |  |       |  |  |                                |  |  |                                   |  |
| Tengku Zainab binti Tengku Muhammad Petra             |                                               | Tengku Muhammad Petra bin Tengku Idris               |                                               |  |  |       |  |  |                                |  |  |                                   |  |
|                                                       |                                               | Tengku Chik binti Sultano Muhammad                   | Sultano Muhammad IV di Kelantan *             |  |  |       |  |  |                                |  |  |                                   |  |
|                                                       |                                               | Tengku Chik binti Sultano Muhammad                   | Sultano Muhammad IV di Kelantan *             |  |  |       |  |  |                                |  |  |                                   |  |
|                                                       |                                               | Tengku Chik binti Sultano Muhammad                   | Nik Wan Zainab binti Nik Wan Muhammad Amin *  |  |  |       |  |  |                                |  |  |                                   |  |
| Sultano Muhammad V di Kelantan                        |                                               | Tengku Chik binti Sultano Muhammad                   |                                               |  |  |       |  |  |                                |  |  |                                   |  |
|                                                       | Tengku Muda Sulong Abdul Putra bin Tengku Wok | Tengku Wok                                           |                                               |  |  |       |  |  |                                |  |  |                                   |  |
|                                                       | Tengku Muda Sulong Abdul Putra bin Tengku Wok | Tengku Wok                                           |                                               |  |  |       |  |  |                                |  |  |                                   |  |
|                                                       | Tengku Muda Sulong Abdul Putra bin Tengku Wok | Tengku Song                                          |                                               |  |  |       |  |  |                                |  |  |                                   |  |
| Tengku Abdul Hamid bin Tengku Muda Sulong Abdul Putra | Tengku Muda Sulong Abdul Putra bin Tengku Wok |                                                      |                                               |  |  |       |  |  |                                |  |  |                                   |  |
|                                                       |                                               | …                                                    | …                                             |  |  |       |  |  |                                |  |  |                                   |  |
|                                                       |                                               | …                                                    | …                                             |  |  |       |  |  |                                |  |  |                                   |  |
|                                                       |                                               | …                                                    | …                                             |  |  |       |  |  |                                |  |  |                                   |  |
| Tengku Anis Tengku Abdul Hamid                        |                                               | …                                                    |                                               |  |  |       |  |  |                                |  |  |                                   |  |
|                                                       |                                               | Tengku Muhammad Hamzah bin Tengku Long Zainal Abidin | Tengku Long Zainal Abidin bin Tengku Muhammad |  |  |       |  |  |                                |  |  |                                   |  |
|                                                       |                                               | Tengku Muhammad Hamzah bin Tengku Long Zainal Abidin | Tengku Long Zainal Abidin bin Tengku Muhammad |  |  |       |  |  |                                |  |  |                                   |  |
|                                                       |                                               | Tengku Muhammad Hamzah bin Tengku Long Zainal Abidin | Tengku Ngah binti Tengku Chik                 |  |  |       |  |  |                                |  |  |                                   |  |
| Tengku Hajjah Azizah binti Tengku Muhammad Hamzah     |                                               | Tengku Muhammad Hamzah bin Tengku Long Zainal Abidin |                                               |  |  |       |  |  |                                |  |  |                                   |  |
|                                                       |                                               | Puan Hajjah Nik Zainab binti Nik Ismail              | Nik Ismail                                    |  |  |       |  |  |                                |  |  |                                   |  |
|                                                       |                                               | Puan Hajjah Nik Zainab binti Nik Ismail              | Nik Ismail                                    |  |  |       |  |  |                                |  |  |                                   |  |
|                                                       |                                               | Puan Hajjah Nik Zainab binti Nik Ismail              | Wan Embong                                    |  |  |       |  |  |                                |  |  |                                   |  |
|                                                       |                                               | Puan Hajjah Nik Zainab binti Nik Ismail              |                                               |  |  |       |  |  |                                |  |  |                                   |  |

## Onorificenze

### Onorificenze malesi
Personalmente è stato insignito dei titoli di: